# Milvago chimango
Milvago chimango là một loài chim trong họ Falconidae.